# Zaporijjea-Hruduvate, Sînelnîkove
Zaporijjea-Hruduvate (în ucraineană Запоріжжя-Грудувате) este un sat în așezarea urbană Rozdorî din raionul Sînelnîkove, regiunea Dnipropetrovsk, Ucraina.